# Ciało ludzkie

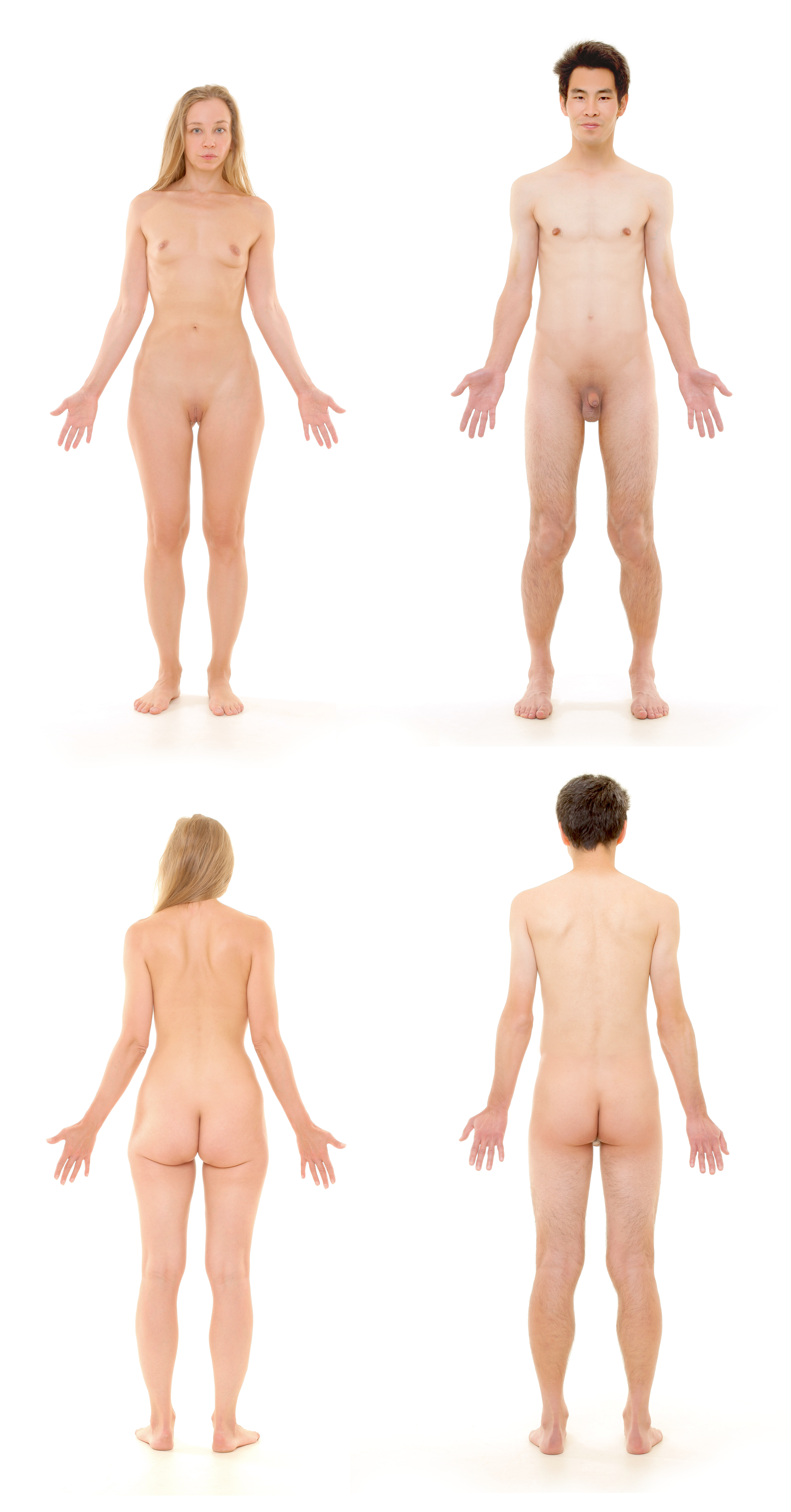
Ciało kobiety i mężczyzny

Ciało ludzkie – w szeroko pojętych naukach biologicznych jest synonimem organizmu ludzkiego. W antropologii filozoficznej i w wielu religiach jest ono drugim, obok duszy, elementem tworzącym człowieka jako osobę. Ciało ludzkie przed narodzinami, od 8 tygodnia ciąży do porodu, określane jest mianem płodu. Po śmierci nazywane jest zwłokami. W chrześcijaństwie, religii wyznającej zmartwychwstanie, w odniesieniu do ciał świętych, relikwiami.

## Ciało w ujęciu biologicznym i biochemicznym
Poznaniem budowy ciała ludzkiego zajmuje się anatomia człowieka i antropologia fizyczna.
Główne części ciała to: głowa, szyja, tułów oraz kończyny: górna i dolna.
Pod względem stopnia organizacji składniki ciała dzielone są na układy, np. układ nerwowy, układ krwionośny, organy, tkanki i komórki.

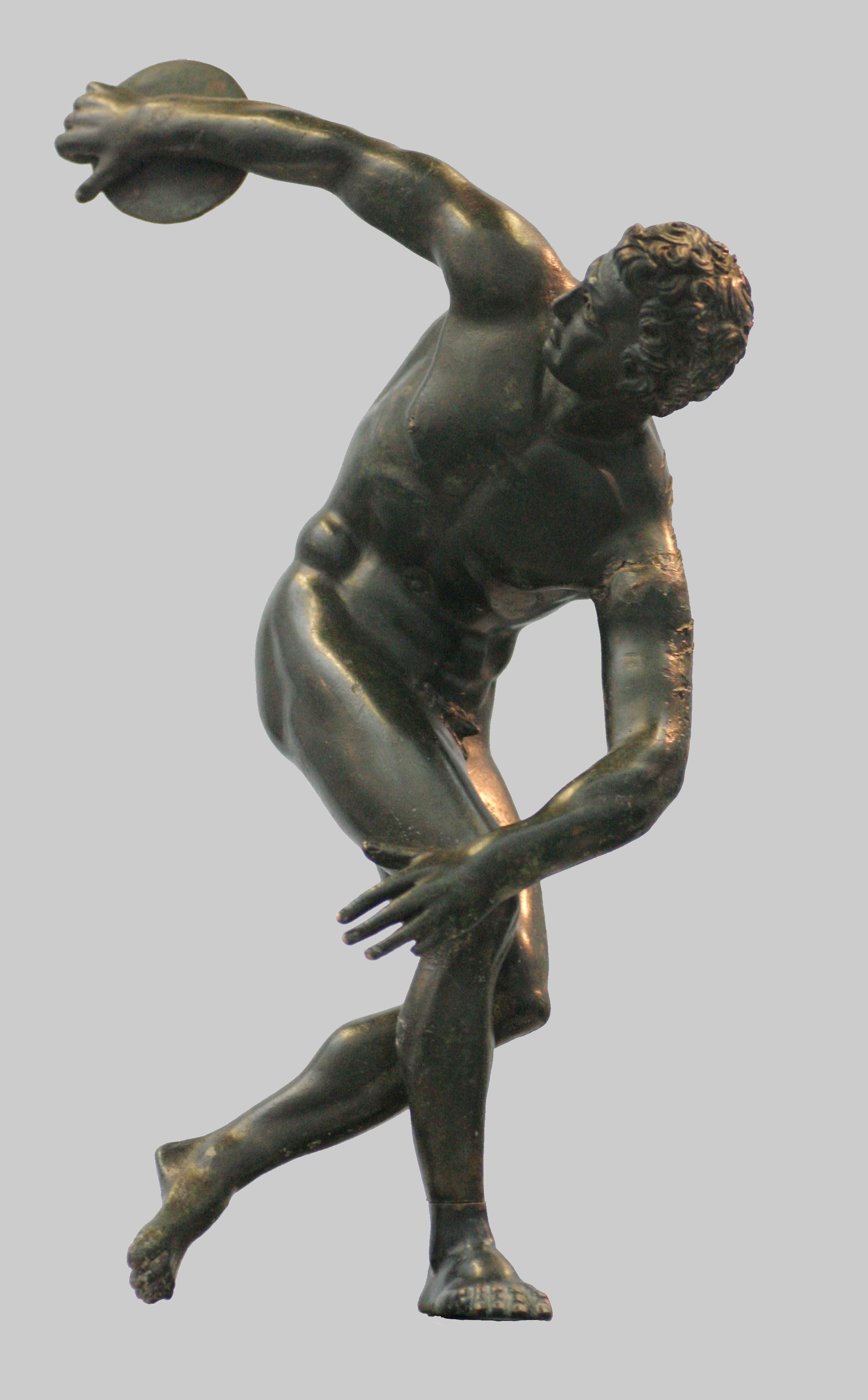
Dyskobol, klasyczne ujęcie ciała mężczyzny w pełni sprawności i harmonijnego rozwoju. Starożytna kopia rzeźby Myrona, tworzącego w latach 480–445 p.n.e.

### Rozwój i degeneracja ciała ludzkiego

#### Prenatalny rozwój ciała
Ciało ludzkie od momentu poczęcia istnieje najpierw w formie zarodkowej, a następnie w formie płodu.
Wkrótce po poczęciu i powstaniu, zygota zaczyna się dzielić, rozpoczynając z chwilą pierwszego podziału okres zarodkowy. Zarodek jeszcze w jajowodzie przechodzi stadium moruli (pierwsze 3-4 dni od zapłodnienia) i jako blastula trafia do macicy. Tu „leżakuje” przez następne 3-4 dni, przechodząc stadium blastocysty z maksymalnym blastocelem wewnątrz, a po zaniku osłonki przejrzystej (zona pellucida) w stadium trofoblastu (zmiana funkcjonalna). Komórki na biegunie zarodkowym (zwykle tam, gdzie jest mniej materiałów zapasowych), bardzo szybko się mnożą, tworząc wewnątrz węzeł zarodkowy, a na powierzchni początkowo syncytialny trofoblast. Po uzyskaniu bezpośredniego kontaktu ze śluzówką macicy, zwykle ok. 10-12 dnia od zapłodnienia, trofoblast wżera się w jej miąższ (koniec etapu jaja płodowego) i stopniowo pokrywa się kosmkami (kosmówka kosmata). Macica ze swej strony tworzy doczesną podstawową. Gdy w to miejsce po stronie zarodka dołączą komórki mezodermy, w skład której wchodzą naczynia krwionośne, krew i tkanka łączna, powstanie w 4. tygodniu łożysko.
Tymczasem węzeł zarodkowy rozwarstwia się tak, że od strony trofoblastu (tej wgłębiającej się w macicę) pojawia się kolejna przestrzeń wypełniona płynem i na całej powierzchni pokryta ektodermą – to początek owodni. Po stronie blastocysty, pod ektodermą leży drugi listek zarodkowy – endoderma. W tym momencie te dwie, w sumie niewielkie warstwy komórek, stanowią właściwy zarodek w stadium gastruli. W dalszej kolejności pojawiają się komórki mezodermy i wciskają się między warstwę ektodermy a endodermy. 
Około 15. dnia zarodek ma już trzy listki zarodkowe. Endoderma rozwija się, tworząc pęcherzyk żółtkowy wtórny. Jest on pusty, gdyż jajo człowieka jest oligolecytalne. Powstaje także omocznia, natomiast owodnia rozrasta się, otaczając zarodek i pozostałe błony płodowe. Tymczasem zarodek rośnie, a przy okazji postępuje różnicowanie tkankowe i organogeneza kończąca się w 8-9 tygodniu, powstaniem szpiku w kości ramieniowej. Przyjmuje się, że tu następuje koniec etapu zarodka, a początek etapu płodu. Niektórzy kończą tę fazę dopiero w 75 dniu.
W 4-5 tygodniu zarodek ma ok. 4 mm długości i łączy się z łożyskiem pępowiną. Następuje początek rozwoju szkieletu i układu mięśniowego oraz nerwowego – stadium pozbawionej nerwów cewki nerwowej. Pojawiają się zawiązki kończyn, nerek, tchawicy i płuc, wątroby i trzustki, oczu i uszu.

##### Rozwój układu nerwowego
Układ nerwowy zaczyna się rozwijać bardzo wcześnie. Już około 4. tygodnia, gdy zarodek ma 10 mm długości, można zaobserwować u niego elementy komórkowe OUN. Zawiązki układu widoczne są już w 13. dniu, a w 20. dniu zostają uformowane zawiązki mózgu i rdzenia kręgowego. Zaraz potem zaczyna się kształtować kora mózgowa, pojawia się też pięć pęcherzyków mózgowych. Konfiguracja mózgu dokonuje się w ciągu 7. tygodni. Po tym okresie, jest ona podobna do konfiguracji mózgu człowieka dorosłego - mózg wysyła impulsy, które koordynują funkcje niektórych organów. Wtedy też tworzą się pierwsze synapsy w mózgu. Dalej dokonuje się rozwój kory mózgowej i osłonki mielinowej. Odbiór bodźców w tym czasie nie jest jeszcze zsynchronizowany, selektywny i uporządkowany. Komórki nerwowe osiągają całkowitą dojrzałość dopiero w 4. miesiącu po urodzeniu dziecka.

#### Proces starzenia się
Nie ma jednej teorii wyjaśniającej starzenie się ciała ludzkiego. Proces starzenia się jest bardzo złożony. Jego źródła leżą w wielu różnych mechanizmach. Starzenie dotyczy prawdopodobnie wszystkich organizmów wielokomórkowych, z pewnymi wyjątkami, gdzie prawie nie obserwuje się starzenia. Proces jest zależny od działania genów oraz wpływu otoczenia na organizm. 
Starzenie się jest zdecydowanie najczęstszą, pośrednią przyczyną zgonów. Bezpośrednią przyczyną wszelkiej ludzkiej śmierci, jest faktycznie niedotlenienie mózgowe, czyli brak dopływu tlenu do mózgu. Spośród około 150 tysięcy ludzi, którzy umierają każdego dnia na całym świecie, około dwie trzecie – 100 tys. dziennie – umiera z przyczyn związanych z wiekiem. W krajach uprzemysłowionych stosunek ten jest znacznie większy, osiągając 90%.

### Biochemiczny skład ciała
Z chemicznego punktu widzenia ciało ludzkie składa się z:
- wody – ok. 60% (u noworodka nawet do 75%)[potrzebny przypis],
- składników organicznych, czyli zbudowanych na bazie węgla, m.in. lipidów, białek, węglowodanów i kwasów nukleinowych,
- składników nieorganicznych, zwanych też mineralnymi[potrzebny przypis].

## Ciało w biomedycynie
Konwencja o prawach człowieka i biomedycynie zabrania, by ciało ludzkie i jego części same w sobie stanowiły źródła zysku (art. 21). Jeżeli w czasie interwencji medycznej pobrano część ludzkiego ciała, może być ona przechowywana i wykorzystana w celu innym niż ten, dla którego została pobrana tylko wtedy, gdy właściwie poinformowano o tym odpowiednie osoby i uzyskano ich zgodę (art. 22). Zakaz ten powtarza Protokół dodatkowy dotyczący transplantacji organów i tkanek pochodzenia ludzkiego (2002). Handel ludzkimi organami jest traktowany jak handel ludźmi.

## Ciało w ujęciu filozoficznym
Filozofia, inaczej niż sztuka, w ciągu swych dziejów – jak zauważył Stanisław Witold Kowalczyk – nie interesowała się ciałem człowieka samym w sobie. A jeśli już podejmowała refleksję nad ludzkim organizmem, czyniła to badając relację pomiędzy cielesnością a duchowością. Takie ukierunkowanie inspirowane było przez platonizm, manicheizm, a także w epoce nowożytnej kartezjanizm. Według Platona było ono "więzieniem duszy". W filozofii idealistycznej i wielu religiach ciało jest określane jako drugi obok duszy element tworzący człowieka.

### Ciało w myśli Augustyna z Hippony

#### Źródła Augustyna
W bezpośredniej opozycji do manichejczyków i neoplatonizmu, Augustyn z Hippony zdecydowanie podkreślał dobroć ontyczną ciała ludzkiego. To prawda, że Augustynowa wizja relacji dusza-ciało kształtowała się także pod wpływem myśli Plotyna, np. gdy mówił o ciele jako partnerce i małżonce duszy. Ciało bowiem w łacinie jest rodzaju żeńskiego, dusza zaś ludzka w słowniku Augustyna była rodzaju męskiego: animus. Jednak również pisma Warrona, jak również poglądy Starej Akademii i samego Arystotelesa na temat jedności duszy i ciała miały znaczący wpływ na nauczanie Augustyna. W jego rozumieniu człowiek to naturalna i relatywnie trwała psychofizyczna całość. Ciało ludzkie jest substancjalną rzeczywistością, w której znajduje się dusza jako w swym naturalnym podmiocie (Por. O obyczajach Kościoła 127; PL 32,1332).

#### Ewolucja myśli Augustyna
Można dostrzec trzy etapy ewolucji nauczania Augustyna na temat ciała. 
Pierwszy etap przed nawróceniem na chrześcijaństwo. Dokonywał się najpierw pod wpływem ideologii manichejczyków, których był słuchaczem przez dziewięć lat. Następnie, zawiedziony manicheizmem, zainspirował się pismami neoplatońskimi. Obydwa nurty traktowały ciało negatywnie, pierwszy z wrogością, drugi co najmniej z niechęcią.
Drugim etapem, było zetknięcie się z doktryną chrześcijańską w Mediolanie, zwłaszcza z nauczaniem biskupa Ambrożego. W jego pismach z tego okresu, spotykamy trzy podstawowe prawdy o ciele ludzkim: 
1. jest dobre, gdyż zostało stworzone przez Boga: np. w Solilokwiach 1.1.2 oraz O wielkości duszy 33.73
2. jest integralną częścią człowieka, np. O życiu szczęśliwym 2.2, O obyczajach Kościoła Katolickiego i obyczajach manichejczyków 1.3.4.
3. dusza ludzka jest lepszym bądź wyżej postawionym od ciała, np. O nieśmiertelności duszy 2.2, Solilokwia 1.12.20.

Już w tym okresie można dostrzec wpływ Listów św. Pawła, gdy mówił o trudnościach związanych z ciałem, nie miał na myśli ciała jako takiego, lecz jego tendencje do zepsucia moralnego po grzechu pierworodnym (por. np. O obyczajach Kościoła i obyczajach manichejczyków I.22.40; Przeciwko manichejczykom komentarz do Księgi Rodzaju II, 7.8; Objaśnienie psalmów 141,17–19, List 164.5.16) i dążenia cielesne człowieka (O wielkości duszy 14.24). Mówił też często o ucieczce (łąc. fuga), w ślad za biblijnym napomnieniem, by nie żyć według ciała (O kazaniu Pana na górze 2.12.42). W tym okresie można spotkać stwierdzenia wyraźnie inspirowane nurtem platońskim, np. o duszy, która „opuści to mroczne więzienie ciała” (Przeciw Akademikom 3,9; por. Solilokwia, 1,14.24). Jak wykazał N. Cipriani, ostatecznie jego model antropologiczny ukształtował się pod wpływem Warrona, który bronił doczesnej dobroci tak ciała, jak i duszy przed stoikami i Plotynem. Augustyn postrzegał ciało jako integralną część człowieka, podobnie jak dusza zmysłowa była dla niego integralną częścią duszy ludzkiej. Nie utożsamiał człowieka bynajmniej wyłącznie z duszą rozumną. Dusza w swej prawdziwej naturze jest według Augustyna ukierunkowana ku ciału (O wielkości duszy 13.22; O nieśmiertelności duszy 13.20). Miłość bliźniego, o której Augustyna czytał w Pierwszym Liście do Koryntian 6,15–20, zakładała uczestnictwo w jednym Ciele Chrystusa oraz uznanie, że w ciele chrześcijanie noszą Boga.
Trzeci okres, po święceniach prezbiteratu w 391 r., oznaczał dalsze dowartościowanie ciała pod wpływem studiów nad pismami Pawłowymi. Znaczące było szczególnie zdanie z Listu do Efezjan 5,29: „Przecież nigdy nikt nie odnosił się z nienawiścią do własnego ciała”. Augustyn pełniej uzmysłowił sobie znaczenie zmartwychwstania ciała. Pisał o tym w Sprostowaniach 1,17 odnosząc się do tego, co napisał w O wierze i Symbolu 10,24, że zmartwychwstanie oznacza, iż ciało przywrócone życiu nie będzie już poddane zniszczalności i śmiertelności (kazanie 155.13.14–14.15; kazanie 242A.3; list 140.6.16). Augustyn nie mówił już o pozostawieniu ciała za sobą, lecz ukazywał moc Boga, zdolną je przemienić (Państwo Boże 13.16–18, cf. 22.30). W odniesieniu do swych analiz fragmentu św. Pawła z Listu do Rzymian 7,24–25a, mówił więc o kontraście między „ciałem tej śmierci” a „ciałem tego życia” (np. Małżeństwo i pożądliwość 1.31,3-36; 2.6.16). Nadzieja na przemienione przez zmartwychwstanie ciało wyraża się także, według Augustyna, w trosce o ciała zmarłych, mówił o tym w dziełku O trosce wobec zmarłych 7.9 (por. Przeciw Faustusowi 11.3; Państwo Boże 22.30; Sprostowania 1,26).

#### Ciało ludzkie ma życie od duszy
To co wyróżnia każde ciało, ożywione i nieożywione, w rozumieniu Augustyna, to „miara, liczba i waga” (łac. mensura, numerum, pondus) (List 18.2). Ciało ludzkie żyje, podobnie jak inne żywe organizmy, rośliny i zwierzęta, dzięki duszy. Augustyn opisywał rolę duszy w funkcjonowaniu ciała:

Po pierwsze – i każdemu łatwo to zauważyć – ziemskie i śmiertelne to ciało obecnością swą dusza ożywia, zbiera w jedno i w jedności utrzymuje, nie pozwala rozpaść się lub zdegenerować. Sprawia, że dostarczany jest pokarm do członków, wszystkim równo, ale każdemu co potrzebuje. Dusza zachowuje harmonię i proporcję ciała, nie tylko pod względem piękna, lecz także we wzrastaniu i rodzeniu. Te rzeczy jednak mogą być uznane za wspólne człowiekowi i roślinom: i o nich bowiem także mówimy, że żyją. Widzimy i poznajemy, że /dusza/ zachowuje każde z nich w swoim rodzaju, żywi, sprawia wzrost, zdolność rodzenia (O wielkości duszy 33.70).

Także funkcje zmysłowe ciała, jak widzenie, odczuwanie zapachów, doznawanie bólu, emocji, ciało zawdzięcza duszy. Zapewnia ona także harmonijny rozwój ciała w okresie prenatalnym (O wielkości duszy 33.71).
Augustyn, zgodnie z tradycją antyczną, ukazywał wyprostowaną sylwetkę jako charakterystyczną dla ciała ludzkiego, odróżniającą je od ciał zwierzęcych. Ciało ludzkie zawdzięcza to duszy rozumnej, noszącej w sobie obraz Boży i kierującej człowieka ku wartościom duchowym:

Jeśli Bóg uczynił z ziemi jednakowo i człowieka, i zwierzęta – dzięki czemu zatem człowiek wyrasta godnością ponad zwierzęta, jeśli nie dzięki temu, że został on stworzony na obraz Boży? Nie dotyczy to ciała, lecz rozumnej części umysłu, o czym powiemy później. Jednakże i w samym ciele człowiek posiada pewną wskazującą na to właściwość. Została mu nadana postawa wyprostowana, aby pomny na to, nie podążał za tym, co ziemskie, jak czynią to bydlęta, których wszelka rozkosz bierze się z ziemi. Stąd też wszystkie swe brzuchy trzymają nisko przy ziemi, rozkładając się na niej. Ciało człowieka dostosowane jest do duszy rozumnej – nie linią i kształtem członków, lecz raczej tym, że jest wyprostowane ku niebu, ku temu, co w materii tego świata jest wyższe: podobnie i dusza rozumna ma wznosić się ku temu, co pod względem natury w rzeczach duchowych stoi najwyżej, aby dążyła ku temu, co w górze, a nie do tego, co na ziemi 
(por. Kol 3,2).

Augustyn używał dwóch słów na określenie ludzkiego ciała: „corpus” i „caro”.  W dziele O wierze i Symbolu 10.24, napisanym w 393 r. mówił: „Każdy organizm („caro”) jest ciałem („corpus”), nie każde jednak „ciało” („corpus”) jest organizmem („caro”)”.  Inspirowany Listami św. Pawła (m.in. 1 Kor 15,39–40.50) słowo „caro” odnosił Augustyn do tego, co związane z życiem zmysłowo-psychicznym, z „ciałem i krwią” w doczesności. Organizm-„caro” stanie się po zmartwychwstaniu ciałem niebiańskim (łac. „aethereum corpus, id est, caeleste”).

## Ciało w ujęciu teologicznym

### Teologia biblijna
Biblia, choć w wielu miejscach mówi o ciele w kontekście grzechu, odnosi się do ciała bez śladu najmniejszej pogardy. Przeciwnie ciało ludzkie zasługuje na podziw (por. Koh 11, 5; 2 Mch 7, 22 n), gdyż zostało utworzone przez Boga jakby przez tkacza (Hi 10, 11; Ps 139; 13 nm) albo garncarza (Rdz 2, 7; Jer 1, 5; Hi 10, 8 n). Jako ciało i krew (Syr 14, 18; Mt 16, 17), mięśnie i kości (Rdz 2, 23; Łk 24, 39), serce i inne organy (Ps 84, 3; 73, 26) ciało jest istotnym elementem egzystencji człowieka. Także, gdy jego ciało jest np. chore (Ps 38, 4; Gal 4, 14), cierpiące lub doznaje ucisku nie wolno mieć człowieka w nienawiści (Ef 5, 28 n). Ezechiel zapowiadał, że Bóg da Izraelowi w miejsce dotychczasowego serca z kamienia, „serce z ciała" (Ez 36, 26) – wrażliwe i otwarte.

#### Ciało w relacji z Bogiem

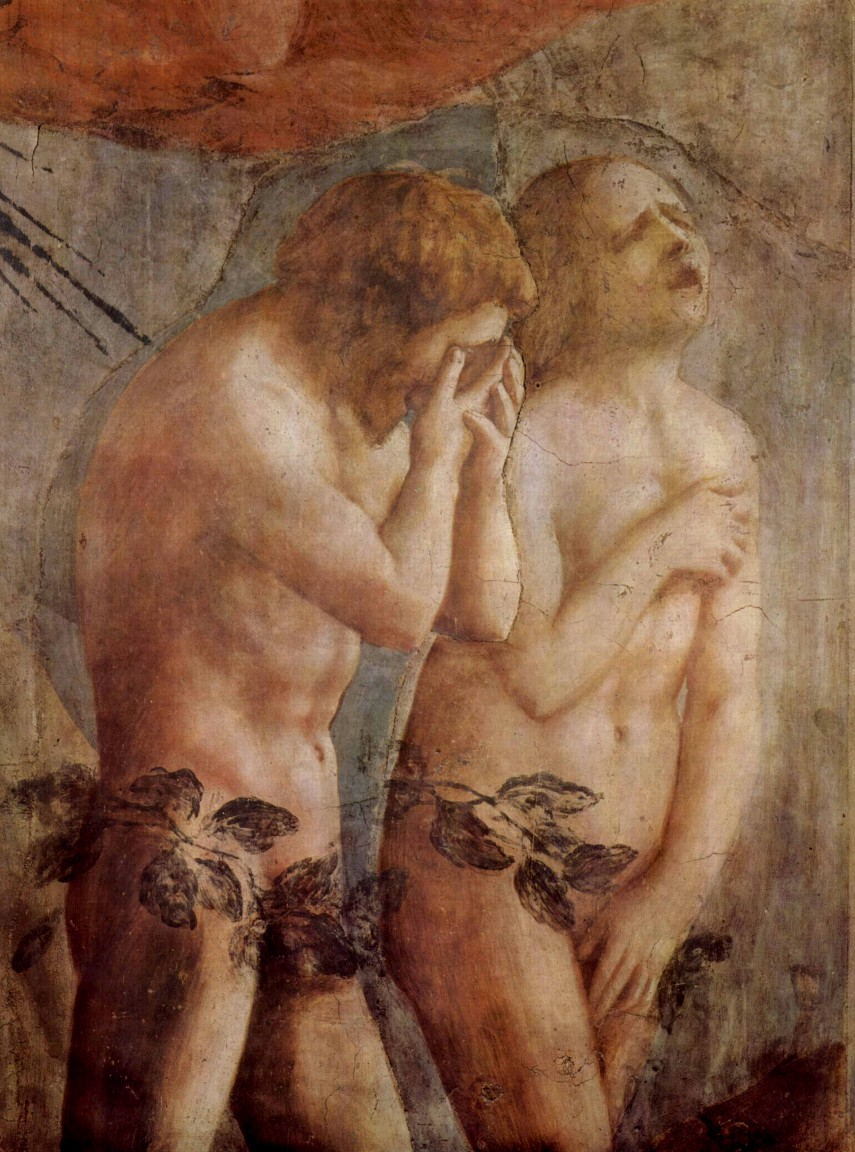
Fresk Masaccia (detal), wygnanie Adama i Ewy z raju. Pierwotnie, pierwsi rodzice zostali przedstawieni przez Masaccia symbolicznie, w skrócie artystycznym, zupełnie nagimi. Zasłaniające listki domalowano później. W rzeczywistości, według opowiadania biblijnego w chwili wygnania (Rdz 3,24) Adam i Ewa byli przyodziani w skóry zwierzęce (Rdz 3,21).

##### Wstyd nagości ciała jako wyraz utraty ufnej relacji z Bogiem
W wyniku opowiedzianego w Księdze Rodzaju upadku pierwszych rodziców Adama i Ewy w raju, ciało ludzkie zaczęło wyrażać pewien brak w relacji z Bogiem. W opinii Edgara Haulotte SJ, nie była to kwestia jedynie seksualności. Pierwsi rodzice zostali przyodziani przez Boga, „gdyż przepaska z liści na biodrach nie wystarczała już do okrycia tego braku”. Ów brak zrodził uczucie wstydu wobec majestatu Boga: „przestraszyłem się (zawstydziłem się), bo jestem nagi, i ukryłem się” – mówi Adam w opowiadaniu biblijnym (por. Rdz 3,10). Ciało nie było już więcej znakiem usprawiedliwiającym ufne przebywanie w obecności Boga. Adam i Ewa utracili poczucie przynależności do Niego i „znaleźli się nagle nadzy, jakby wobec lustra, które nie odbijało obrazu Boga”. Bóg dał im tuniki ze skóry (Rdz 3, 21), co zawiera w sobie pewną dwoistość. Odzienie ciała z jednej strony jest przypomnieniem pierwotnej godności, prawości, którą ludzie utracili. Jednocześnie jednak wyraża „możliwość ponownego przyodziania się w chwałę ongiś utraconą”.

##### Nagość ciała a przymierze
Temat nagości i przyodziania ciała jest ważnym wątkiem w opisanych w Biblii dziejach przymierza ludzkości z Bogiem. W wielu obrazach przymierze jest ukazane jako odzienie nagiego ciała człowieka. Bóg tuli do siebie dziecko znalezione w dzikiej pustyni (Pwt 32, 10). Przyodziewa cały lud Izraela w obrazie porzuconego w polu noworodka, dziewczynki:

Oto Ja przechodziłem obok ciebie i ujrzałem cię, jak szamotałaś się we krwi. Rzekłem do ciebie, gdy byłaś we krwi: Żyj, rośnij! Uczyniłem cię jak kwiat polny. Rosłaś, wzrastałaś i doszłaś do wieku dojrzałego. Piersi twoje nabrały kształtu i włosy twoje stały się obfitsze. Ale byłaś naga i odkryta. Oto przechodziłem obok ciebie i ujrzałem cię. Był to twój czas, czas miłości. Rozciągnąłem połę płaszcza mego nad tobą i zakryłem twoją nagość. Związałem się z tobą przysięgą i wszedłem z tobą w przymierze – wyrocznia Pana Boga – stałaś się moją (Ez 16, 6–8).

W tej wizji proroka Ezechiela, Bóg ma relację oblubieńczą ze wspólnotą ludu Izraela (por. Ozeasz 2), dlatego okrywa jej ciało swoim płaszczem. Podobnie jej kapłanów przyodziewa już nie skórą zwierzęcą, lecz cenną tkaniną z jedwabiu (bisioru) (Wj 28, 5. 39. 42). Kiedy jednak wspólnota Izraela stawała się niewierna Bogu, na nowo czynił ją pozbawioną wszelkiego odzienia upokarzając ją w oczach jej obcych bogów, których prorok określa mianem „kochanków” (Ez 16, 37; Jer 13, 26). Bóg był wierny przymierzu, dlatego prorok Izajasz zapowiadał, że Reszta Izraela przebywająca w niewoli babilońskiej dozna odnowienia przymierza. Syjon będzie mógł uwolnić się od swych niszczycieli i otoczyć budowniczymi, przyodzieje się na nowo klejnotami „jak oblubienica” (Iz 49, 17n). Wtedy Jahwe przyodzieje swoją oblubienicę w płaszcz sprawiedliwości (Iz 61, 10).

### Teologia ciała Jana Pawła II
Jan Paweł II, w ramach audiencji środowych w latach 1981–1983, wygłosił katechezy o małżeństwie, które zostały określone jako „teologia ciała”. Była to książka, którą przygotował jako kardynał i nie zdążył opublikować, gdyż został wybrany biskupem Rzymu. George Weigel opisał teologię ciała Jana Pawła II jako "jedną z najodważniejszych rekonfiguracji teologii katolickiej w ciągu wieków". Wyraził się, że jest to "rodzaj teologicznej bomby, której wybuch z dramatycznymi konsekwencjami nastąpi gdzieś w trzecim tysiącleciu Kościoła.".